# Max Vryens
Max Vryens (Diest, 28 mei 1991) is een Vlaams radiopresentator voor Radio 1. Hij presenteert het programma VOX op zaterdag, tussen 9u en 11u 's ochtends. Hij werkt ook als redacteur en reporter voor het programma De wereld van Sofie. Voor Friends of Sports maakt hij de wielerpodcast Vals Plat. 
Max Vryens werkte ook nog voor Studio Brussel. Daar presenteerde hij tijdens werkdagen tussen 16 en 19u, samen met Eva De Roo, het programma Eva en Max.
Hij behaalde een masterdiploma geschiedenis en journalistiek aan de Katholieke Universiteit Leuven en was een tijdlang werkzaam voor SOS Kinderdorpen.